# 犬複孔絛蟲
犬複孔絛蟲（學名：Dipylidium caninum）也稱為瓜實絛蟲（英語：cucumber tapeworm）或複孔絛蟲（英語：double-pore tapeworm），牠寄生於犬、貓、狼、獾、狐的小腸中，是犬、貓常見的絛蟲綱寄生蟲。人偶爾感染，特別是兒童，引起的徵狀包括食慾不振、腹部不適、腹瀉等，常被臨床忽略和誤診。

## 形態學
新鮮蟲體為淡紅色，固定後為白色，一般長度為10~15公分，最長可達50公分，約為200個節片（proglottid）組成。頭節（scolex）小，橫徑約0.4毫米，呈梨狀，具有4個杯狀吸盤（acetabulum）和一個發達成、棒狀且可伸縮的頂突（rostellum）。頂突上約有60個玫瑰刺狀的小勾（hook），常排成3~4圈，小勾數和圈數因蟲齡和頂突受損程度不同而異。成熟（mature）節片和妊娠（gravid）節片為長方形，均長大於寬，形狀似黃瓜籽，故稱為瓜實絛蟲。每個節片都有雌雄生殖器官各兩套，兩側對稱排列。兩個生殖孔（genital pore）對稱的分布於節片兩側近中間的地方。成熟節片上睪丸（testis）100~200個，小輸精管（vas efferens）和輸精管（vas deferens）通入左右兩個儲精囊（seminal vesicle），開口於生殖腔（genital atrium）。卵巢（ovary）兩個位於兩側生殖腔後內側，靠近排泄管（excretory duct），兩個卵巢後方個有一個分葉狀的卵黃腺（vitelline gland）。妊娠節片內子宮（uterus）分為若干個卵袋（egg packet），每個含有數個到30個以上蟲卵。蟲卵呈圓球形，直徑約為35~50微米，具兩層薄的卵殼，內含六鉤蚴蟲（oncosphere）。

## 生活史
犬複孔絛蟲的中間宿主主要為跳蚤，成蟲寄生於犬、貓的小腸內，其妊娠節片單節或數節相連地脫落蟲體，常自動逸出宿主肛門或隨排糞便排出，並沿著地面蠕動。節片破裂後蟲卵散出，如被中間宿主跳蚤的幼蟲食入，將在其腸內孵出六鈎蚴蟲，然後穿過腸壁並進入血腔內發育。約在感染後30日，當跳蚤幼蟲經蛹羽化為成蟲時，六鉤蚴蟲發於成擬囊尾蚴蟲（cysticercoid）。隨著跳蚤到最終宿主犬貓的體表活動，該處溫度為31~35℃，有利於擬囊尾蚴蟲進一步成熟。一個跳蚤體內可多達50幾個擬囊尾蚴蟲，受感染的跳蚤活動降低，甚至死亡。當最終宿主犬、貓舔毛時，跳蚤中的擬囊尾蚴蟲得以進入，然後在犬貓小腸內釋出，經2~3週，發育成成蟲。

## 流行病學
犬複孔絛蟲廣泛分布於世界各地，無明顯的季節性。犬、貓感染率極高，狼狐等野生動物也可感染。人體複孔絛蟲病（Dipylidiasis）比較少見，患者多為嬰幼兒。這可能是因為兒童接觸犬貓的機會較多的緣故。

## 致病作用和臨床徵狀
輕度感染的犬貓一般無徵狀。大量被寄生時，蟲體以其小勾和吸盤損傷宿主的腸黏膜，引起發炎。蟲體吸取營養影響宿主的生長發育。分泌的毒素引起宿主中毒。蟲體聚集成團，可能阻塞小腸，導致腹痛、腸扭轉，甚至腸破裂。幼犬、幼貓嚴重感染可能影起食慾不振，消化不良、腹痛、腹瀉或便秘、肛門搔癢，甚至神經性中毒，特別可能發生腸阻塞。兒童感染有類似徵狀。

## 診斷治療及預防
診斷需依據臨床病狀，結合糞檢結果加以判定。如發現病犬肛門長夾著尚未落地的節片，或糞便中夾雜絛蟲節片時，可取下併用顯微鏡觀察特徵加以確診。確認得病可服用驅蟲藥。預防的重點應放在犬、貓和跳蚤方面，寵物必須定期檢查清潔，居住場所也要定期清理消毒。

## 照片集

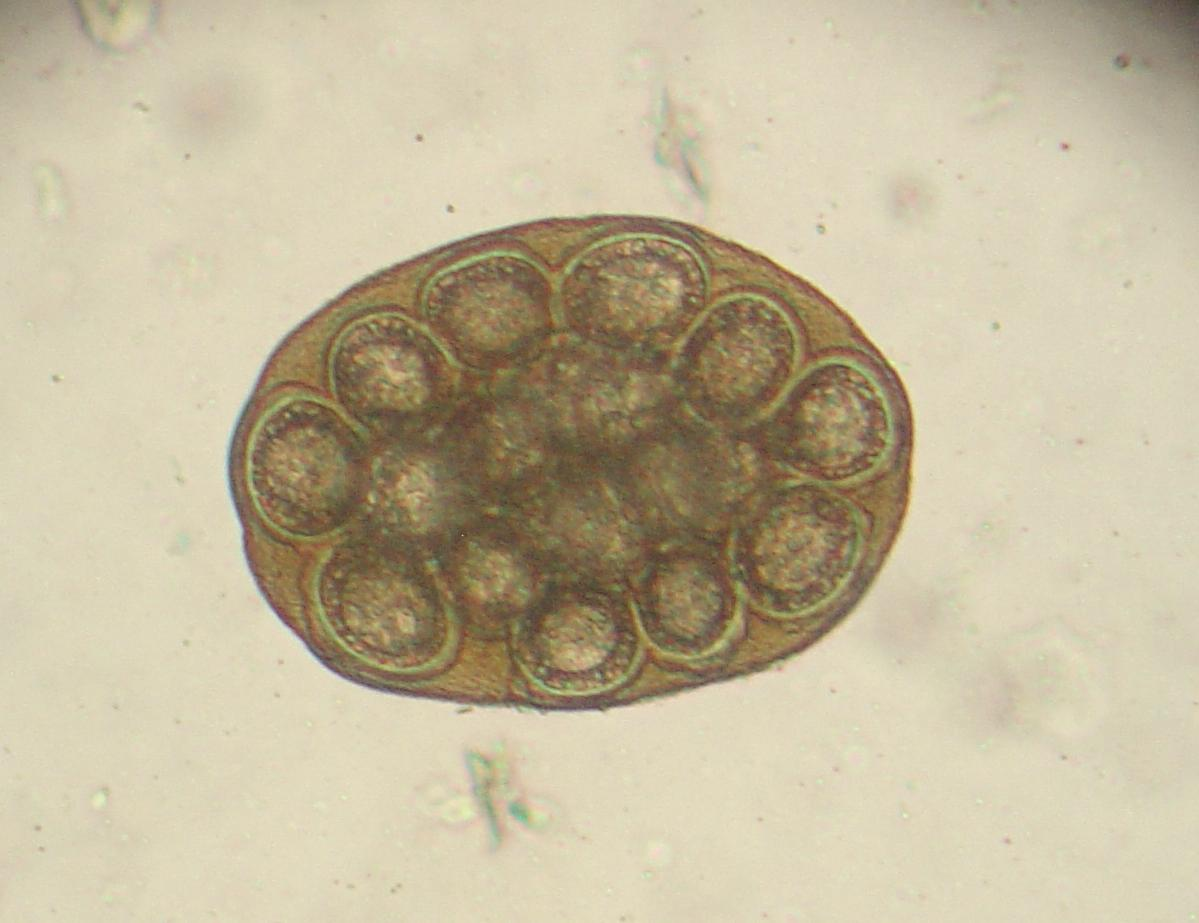
犬複孔絛蟲卵袋
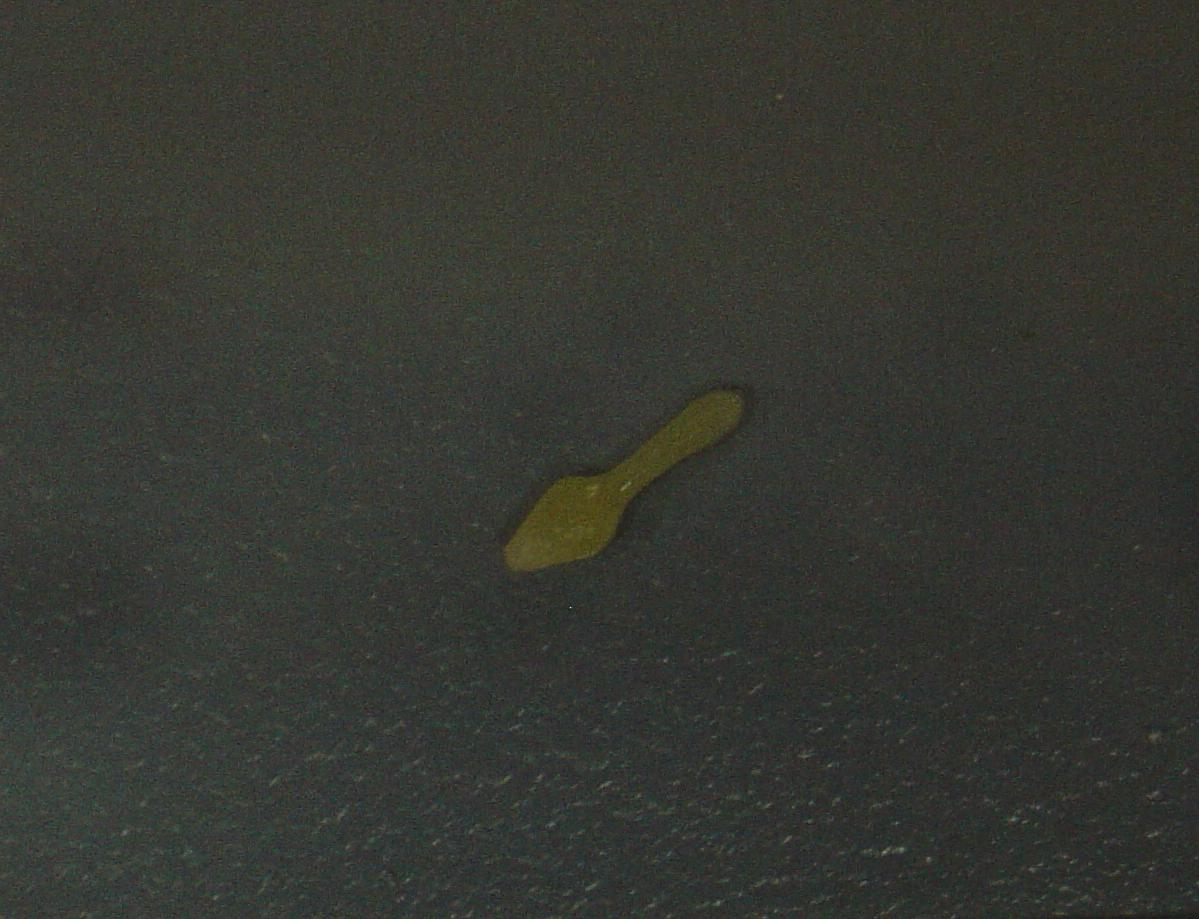
犬複孔絛蟲節片
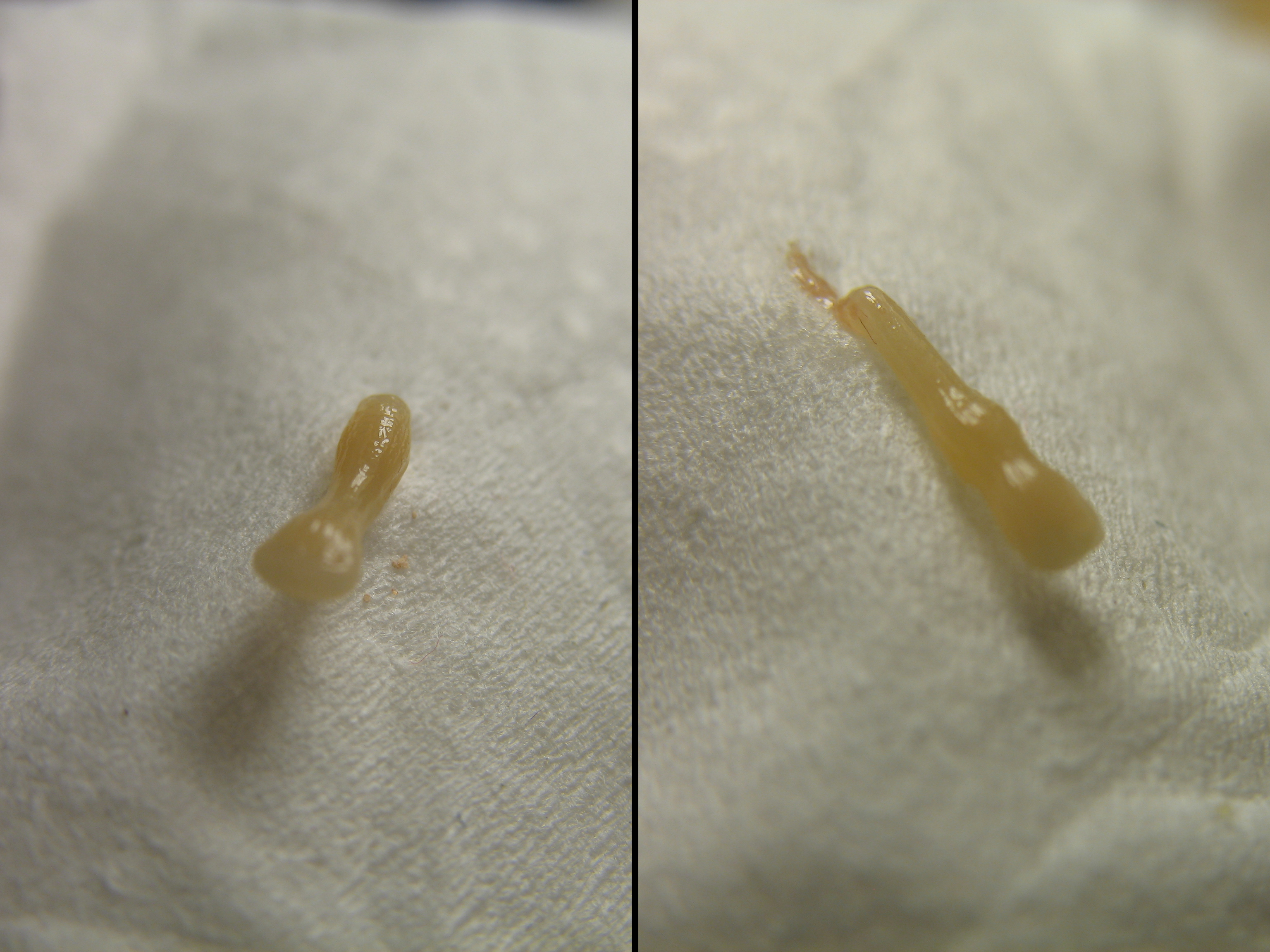
犬複孔絛蟲
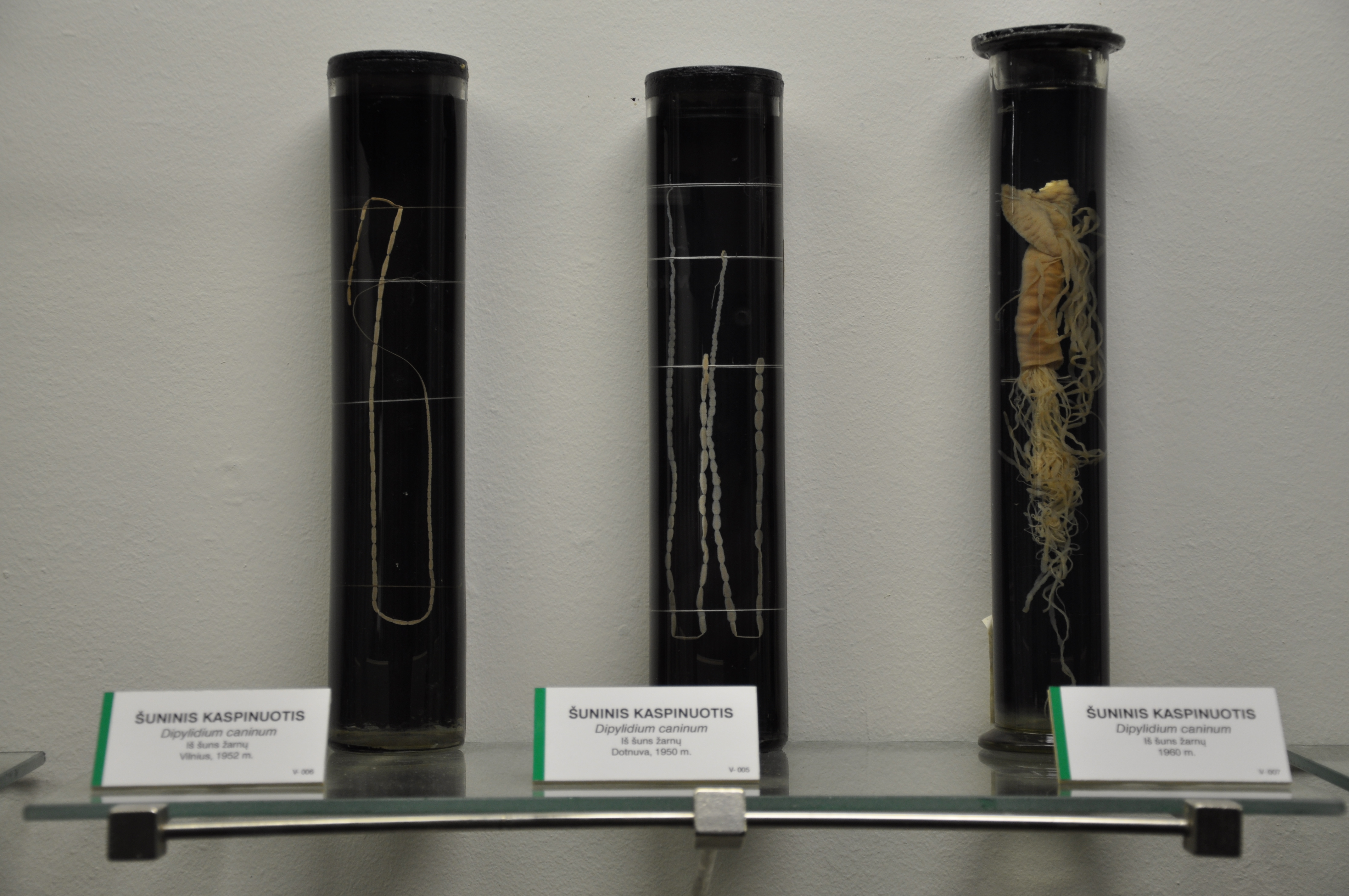
犬複孔絛蟲

## 外部連結

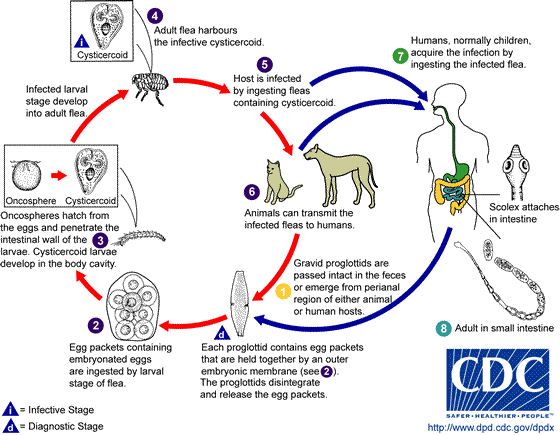
複孔絛蟲生活史

- 寄生蟲學-Nematoda(線蟲)-Dipylidium caninum(犬複殖器絛蟲) （页面存档备份，存于）
- Dipylidium Infection
- tapeworms from The Pet Health Library （页面存档备份，存于）